# 山崎満
山崎 満（やまざき みつる、1933年5月14日 - ）は、北海道出身の日本の俳優。身長170 cm。体重73 kg。希楽星所属。本名同じ。

## 略歴
明治大学大学院文学研究科・文学部卒業。俳優座養成所に入団したことがきっかけでデビュー。

## 出演

### 映画
- 「春の夢」（1960年1月3日） - 組合の男 役
- 「笛吹川」（1960年10月19日） - 村人 役
- 「メス」（1974年10月12日） - 花村 役
- 「砂の器」（1974年10月19日） - 捜査本部刑事 役
- 「金環蝕」（1975年9月6日） - 電力開発理事 役
- 「八つ墓村」（1977年9月23日）
- 「SO WHAT」（1988年7月16日）
- 「優駿 ORACIÓN」（1988年7月23日）
- 「座頭市」（1989年2月4日）
- 「四姉妹物語」（1995年1月28日）
- 「薔薇ホテル」（1996年5月18日）
- 「世にも奇妙な物語 映画の特別編 携帯忠臣蔵」（2000年11月3日） - 赤穂浪士 役
- 「恋人はスナイパー 劇場版」（2004年4月17日）
- 「海猫」（2004年11月13日） - 野田家親族 役
- 「力道山」（2006年3月4日） - 相撲協会の理事 役
- 「歌謡曲だよ、人生は 小指の想い出」（2007年5月12日）
- 「音符と昆布」（2008年1月26日）
- 「新宿インシデント」（2009年5月1日） - 長老 役
- 「修羅の統一」（2009年8月8日）
- 「沈まぬ太陽」（2009年10月24日）
- 「FLOWERS -フラワーズ-」（2010年6月12日）
- 「SP 革命篇」（2011年3月12日）
- 「ステキな金縛り」（2011年10月29日）
- 「白ゆき姫殺人事件」（2014年3月29日） - 秋山 役
- 「まなざし」（2016年8月27日） - シゲユキ 役
- 「ナミヤ雑貨店の奇蹟」（2017年9月23日）
- 「星に語りて～Starry Sky～」（2019年3月10日） - 老夫 役

### テレビドラマ

#### NHK
- 大河ドラマ
  - 「源義経」第33話（1966年8月14日） - 平家の武者 役
  - 「三姉妹」第19話・第20話（1967年5月7日・5月14日） - 新選組隊士 役
  - 「国盗り物語」第47話（1973年11月25日） - 伝令 役
  - 「草燃える」第23話（1979年6月10日） - 看督長 役
  - 「おんな太閤記」第3話（1981年1月25日） - 金三 役
  - 「峠の群像」第5話（1982年2月7日） - 駒井内匠頭 役
  - 「徳川家康」第13話（1983年4月3日） - 米倉丹後守 役
  - 「山河燃ゆ」第2話（1984年1月15日） - 番頭 役
  - 「春の波涛」
    - 第7話「小奴狂乱」（1985年2月17日） - 木原評定官 役
    - 第49話「愛のわかれ路」（1985年12月8日） - 客 役

  - 「いのち」第49話（1986年12月7日） - 草野 役
  - 「独眼竜政宗」第37話（1987年9月13日）
  - 「春日局」第2話（1989年1月15日） - 家康の家臣 役
  - 「翔ぶが如く」第3話（1990年1月21日） - 家老 役
  - 「太平記」第8話・第18話・第22話・第25話・第26話・第28話・第29話・第37話・第38話・第46話（1991年2月24日・5月5日・6月2日・6月23日・6月30日・7月14日・7月21日・9月15日・9月22日・11月17日） - 洞院公賢 役
  - 「琉球の風 DRAGON SPIRIT」第1話 - 第3話・第8話（1993年1月10日 - 1月24日・2月28日） - 城間盛久 役
  - 「炎立つ」第13話（1993年10月3日） - 薬師 役
  - 「八代将軍吉宗」第7話（1995年2月19日） - 庄屋 役
  - 「秀吉」第7話・第45話（1996年2月18日・11月24日） - 薬師 役
- 連続テレビ小説
  - 「マー姉ちゃん」第142話（1979年9月13日） - 開拓小屋の男 役
  - 「本日も晴天なり」
    - 第68話（1981年12月22日） - 医者 役
    - 第132話（1982年3月10日） - 警察官（声） 役

  - 「おしん」第89話（1983年7月15日） - 男 役
  - 「澪つくし」（1985年4月1日 - 10月5日） - 深見専務 役
  - 「青春家族」（1989年4月3日 - 9月30日）
  - 「君の名は」第282話・第283話（1992年2月29日・3月2日） - 町田医師 役
  - 「春よ、来い」第109話・第110話（1995年2月11日・2月13日）
  - 「ひまわり」第74話（1996年6月25日） - 弁護士会長 役
  - 「こころ」第7話 - 第9話・第30話（2003年4月7日 - 4月9日・5月3日）
  - 「天花」第153話 - 第155話（2004年9月22日 - 9月24日） - 仲人 役
  - 「どんど晴れ」第1話・第2話（2007年4月2日・4月3日） - 親戚 役
- 土曜ドラマ
  - 「男たちの旅路 第4部」最終話（1979年11月24日）
  - 「阿修羅のごとく パート2」第1話・第2話（1980年1月19日・1月26日）
  - 「タクシー・サンバ」第1話（1981年10月17日）
  - 「松本清張シリーズ・けものみち」第2話・最終話（1982年1月16日・1月23日） - 代議士 役
  - 「結婚する手続き」第1話（1988年10月8日）
  - 「春の一族」第2話（1993年4月24日）
- ドラマ人間模様
  - 事件シリーズ
    - 「続・続 事件 月の景色」（1980年9月14日 - 10月5日）
    - 「新・事件 わが歌は花いちもんめ」第1話・第2話（1981年9月6日・9月13日）
    - 「新・事件 ドクター・ストップ」最終話（1982年10月10日） - 佐々木判事 役
    - 「新・事件 断崖の眺め」第1話 - 第4話・最終話（1984年11月17日 - 12月8日・12月22日） - 佐々木判事 役

  - 「夢千代日記」最終話（1981年3月15日）
  - 「樋口一葉～われは女成りけるものを…」第2話（1985年11月30日）
- 「男子の本懐」（1981年1月4日）
- 「ポーツマスの旗」最終話（1981年12月12日）
- 「ビゴーを知っていますか」（1982年10月9日）
- 「勇者は語らず いま、日米自動車戦争は」第2話（1983年2月8日） - 瀬川次長 役
- 「御宿かわせみ 第2シリーズ」第18話（1983年3月2日）
- 「脱兎のごとく 岡倉天心」（1985年5月6日）
- 「尾瀬に生き尾瀬に死す」（1986年5月3日）
- 新大型時代劇「武蔵坊弁慶」第16話 - 第18話・第23話（1986年8月13日 - 8月27日・10月1日） - 大膳太夫成忠 役
- 「台所の聖女」（1988年3月19日）
- 心のメッセージ（1987年） - 金子 役
- 銀河テレビ小説
  - 「総務部総務課山口六平太」第14話（1988年8月11日） - 西川専務 役
  - 「殿様ごっこ」（1988年10月31日 - 11月18日）
  - 「新橋烏森口青春篇」第1話（1988年11月21日）
- 「詩城の旅びと」第1話・第4話（1989年10月9日・10月30日）
- 「七色村」（1989年11月18日）
- 「びいどろで候〜長崎屋夢日記」第2話（1990年4月18日）
- 「郷愁」（1990年11月24日）
- 「大石内蔵助 冬の決戦」（1991年1月1日）
- 「恋しとよ 君恋しとよ」（1991年1月3日）
- 「腕におぼえあり」第9話（1992年6月5日）
- 「清左衛門残日録」第4話・第11話・第12話（1993年4月23日・6月11日・6月18日） - 多田掃部 役
- 「ヒロシマ 原爆投下までの4か月」（1996年8月5日 - 8月8日）
- 「鏡は眠らない」第2話（1997年10月29日）
- NHK正月時代劇「上杉鷹山-二百年前の行政改革-」（1998年1月2日）
- ドラマ愛の詩
  - 「ぼくのメジャーリーグ～白球の行方」（1998年7月20日）
  - 「ズッコケ三人組」第9話（1999年6月5日） - 村長 役
- 「しくじり鏡三郎」第6話・第10話・第13話・第20話（1999年5月7日・6月4日・6月25日・8月27日）
- 「一絃の琴」第5話（2000年4月24日）
- 「ゆうれい、貸します〜お染・恋の七変化〜」第1話 - 第3話・最終話（2003年6月6日 - 6月20日・7月4日） - 呉服屋番頭 役
- 「ジイジ2〜孫といた夏〜」第2話（2005年7月11日） - シルバー人材センターの人 役
- 「幸福のスープはいかが?」（2009年3月26日・3月27日） - 仙法志のじいさん 役
- 「隠密八百八町」第2話・最終話（2011年1月15日・2月26日） - 隠居 役
- 「4号警備」第5話（2017年5月6日） - 老人ホーム入居者 役

#### 日本テレビ
- 「新五捕物帳」第98話（1980年2月12日）
- 火曜サスペンス劇場 → DRAMA COMPLEX → 火曜ドラマゴールド
  - 「影なき殺意」（1982年6月22日）
  - 「サラ金業者の妻」（1987年1月20日）
  - 「ダイアリー-車いすの青春日記-」（1988年2月16日）
  - 「小京都ミステリー」第1作（1989年1月24日） - 岡弥一郎 役
  - 「女たちは一度勝負する」（1989年3月7日）
  - 「殺意の爪」（1989年8月8日）
  - 「女医の殺人」（1991年4月30日）
  - 「ガラス細工の家」（1991年5月7日） - 捜査一課長 役
  - 「松本清張作家活動40年記念・けものみち」（1991年12月24日） - 香川敬三 役
  - 「時代屋の女房」（2006年2月14日） - 老夫婦 役
  - 「銭華」第1作（2006年6月20日） - 小牧 役
  - 「出張料理人 〜最後の晩餐届けます〜」（2006年11月14日）
- 「昨日、悲別で」第7話（1984年4月20日）
- 「太陽にほえろ!」第624話（1984年11月16日）
- 「銭形平次」第33話（1987年11月24日）
- 水曜グランドロマン「女たちの百万石」前編（1988年10月12日）
- 「いけない女子高物語」（1990年1月13日 - 3月24日）
- 「いのち草」（1990年10月1日 - 1991年3月29日）
- 「君だけに愛を Love Forever」第2話（1991年1月19日）
- 「愛情物語」（1992年3月30日 - 9月25日） - 裁判長 役
- 「珠玉の女」（1992年9月28日 - 1993年3月26日） - 客 役
- 「嘘つきは夫婦のはじまり」第10話（1993年6月16日）
- 「横浜心中」第10話（1994年3月16日）
- 「家なき子」第7話（1994年5月28日）
- 「恋も2度目なら」第1話（1995年1月11日）
- 「禁じられた遊び」（1995年4月13日 - 6月29日）
- 「星の金貨」最終話（1995年7月12日）
- 「ストーカー 逃げきれぬ愛」第1話（1997年1月6日）
- 「院内感染」（1997年4月3日）
- 「ラビリンス」第3話（1999年5月5日）
- 「なつのひかり。」（2004年2月14日） - 坂下清次 役
- 「ヒガンバナ〜警視庁捜査七課〜」最終話（2016年3月16日）
- 「ウチの夫は仕事ができない」第8話（2017年9月2日）
- 「トーキョーエイリアンブラザーズ」第6話（2018年8月27日）

#### TBS
- 「青春の門 第一部 筑豊編」第6話（1976年5月12日）
- 「Gメン'75」
  - 第253話「白バイに乗った暗殺者たち」（1980年4月5日）
  - 第254話「警視庁の女スパイ」（1980年4月12日）
- 噂の刑事トミーとマツシリーズ
  - 「噂の刑事トミーとマツ 第1シリーズ」第31話（1980年6月4日）
  - 「噂の刑事トミーとマツ 第2シリーズ」
    - 第8話「漁港の決闘! 決ったトミーの鯨突き」（1982年3月3日）
    - 第19話「城ヶ島の対決! トミマツvs凶悪軍団」（1982年5月26日） - 洋菓子店ノア店主 役
    - 第38話「マツが妊娠? 課長突然の恐怖」（1982年12月1日）
- 「玉ねぎむいたら…」第10話（1981年6月5日） - ユリの父親 役
- 「遙かなり マイ・ラブ−娘たちの戦後−」（1981年8月24日）
- 「はまなすの花が咲いたら」第13話（1982年2月2日）
- ザ・サスペンス「松本清張の時間の習俗」（1982年6月19日）
- 「人間万事塞翁が丙午」最終話（1982年7月21日）
- 花王 愛の劇場
  - 「わが子よII」（1982年7月5日 - 8月27日）
  - 「妻の定年」（1983年10月31日 - 12月30日）
  - 「松本清張の黒革の手帖」（1984年1月5日 - 2月24日）
  - 「赤い迷宮」第9話（1993年11月11日）
  - 「ママじゃないってば!」第1話（1994年1月5日）
  - 「さしすせそ!?」第17話（1997年11月25日）
- 「高校聖夫婦」第10話（1983年6月21日）
- 「少女が大人になる時 その細き道」第5話（1984年3月4日）
- 「乳姉妹」第10話（1985年6月18日）
- 東芝日曜劇場
  - 「東京の秋」前編（1985年11月10日）
  - 「蒸発」（1987年10月4日）
  - 「現代お見合い事情」（1988年8月21日）
- 「親にはナイショで…」第1話（1986年1月10日）
- 「ポニーテールはふり向かない」最終話（1986年3月29日）
- 「花嫁人形は眠らない」第1話（1986年4月12日） - 花屋店主 役
- 木曜ゴールデンドラマ「通り過ぎた駅」（1986年4月24日）
- 水曜ドラマスペシャル
  - 「危険なふたり」第5作（1986年9月17日）
  - 「新人類スチュワーデス二人旅」第1作（1987年6月3日）
- 「正しい御家族」（1987年9月6日）
- 「橋田壽賀子ドラマ おんなは一生懸命」第11話（1987年12月14日） - 支配人 役
- 「オヨビでない奴!」第18話（1988年3月2日） - 試験官 役
- ドラマ23
  - 「OL博徒」（1988年10月17日 - 10月20日）
  - 「ピンク色のメイドさん」最終話（1989年9月14日）
- 「忠臣蔵・いのちの刻」（1988年12月28日）
- 土曜ドラマスペシャル「わが母の教えたまいし」（1989年1月14日）
- 「代議士の妻たち2」第6話（1989年2月13日）
- 「空と海をこえて」（1989年9月16日）
- 月曜ドラマスペシャル
  - 「おやじのヒゲ」第6作（1989年10月22日）
  - 「トリカブト殺人事件・疑惑の女」（1992年1月13日）[4]
  - 「松本清張作家活動40年記念 迷走地図」（1992年3月30日）
  - 「女相続人連続殺人事件」（1992年5月11日）[5]
  - 向田邦子シリーズ
    - 「向田邦子新春シリーズ・いとこ同志」（1994年1月10日）
    - 「向田邦子新春シリーズ・終わりのない童話」（1998年1月12日）[6]

  - 「浅見光彦シリーズ」
    - 第3作「隅田川殺人事件」（1995年4月24日） - 津田次郎 役[7]
    - 第4作「佐渡伝説殺人事件」（1995年7月31日） - 駒津良雄 役[8]
    - 第6作「小樽殺人事件」（1996年4月1日） - 弟 役[9]
    - 第7作「風葬の城」（1996年9月30日） - 歯科医療推進同盟 役[10]

  - 「ハロー張りネズミ」（1996年6月10日）[11]
  - 「迷路」（1997年12月8日）[12]
  - 「十津川警部シリーズ」第25作（1998年9月28日） - 小川保太郎 役
  - 「西伊豆人情ツアー 御手洗華子の事件日誌」（1999年1月18日）[13]
  - 「婚前後遺症」（1999年2月8日）[14]
  - 「ファミリー」（1999年7月19日）[15]
  - 「棟居刑事シリーズ」第2作（2003年4月21日） - 倉内輝男 役[16]
- 「想い出にかわるまで」第8話（1990年3月2日）
- 「びんた」最終話（1990年3月27日）
- 「閨閥」（1990年4月7日）
- 「忠臣蔵」（1990年12月26日）
- 「ルージュの伝言」第22話（1991年8月28日）
- 「ずっとあなたが好きだった」第1話・第2話・第7話（1992年7月3日・7月10日・8月14日） - 井上 役
- 「十年愛」第1話（1992年10月16日）
- 「高校教師」第1話・第2話・第6話・最終話（1993年1月8日・1月15日・2月12日・3月19日） - 校長先生 役[17]
- 「ダブル・キッチン」第6話（1993年5月21日）
- 「憎しみに微笑んで」第7話（1993年11月23日）
- 「スウィート・ホーム」第7話（1994年2月20日）
- 「僕が彼女に、借金をした理由。」第2話（1994年10月21日）
- 「揺れる想い」第9話（1995年3月10日）
- 「毎度おジャマしまぁす」（1995年4月11日 - 6月27日）
- 「セカンド・チャンス」第6話（1995年5月19日）
- 「ふたりの夫を愛した私」（1995年10月3日）
- 「キャンパスノート」（1996年1月12日 - 3月22日）
- 「協奏曲」第7話（1996年11月22日）
- 「青い鳥」第1話（1997年10月10日）
- 「めぐり逢い」第6話（1998年5月15日）
- 「春の惑星」（1999年4月2日）
- 「魔女の条件」第4話（1999年4月29日） - 校長先生 役
- 「金曜日の恋人たちへ」第2話（2000年1月21日）
- 「サラリーマン金太郎 第3期」第5話（2002年2月3日）
- 「マイリトルシェフ」第7話（2002年8月21日）
- 「笑顔の法則」第7話（2003年5月25日）
- 「エ・アロール それがどうしたの」（2003年10月9日 - 12月18日） - 老人 役
- 「ヤンキー母校に帰る」第1話（2003年10月10日）
- 「恋文 〜私たちが愛した男〜」第9話（2003年12月3日）
- 「ホームドラマ!」第1話・第2話（2004年4月16日・4月23日） - 青山敬一郎 役
- 「新しい風」第4話（2004年5月6日） - 外務大臣 役
- 「H2〜君といた日々」第9話（2005年3月10日）
- 水曜プレミア「刹那に似てせつなく」（2005年3月16日） - 榎本 役
- 「和田アキ子 特別企画ドラマ ザ・介護番長」（2005年4月7日）
- 「花より男子」第3話（2005年10月21日）
- 「怪談新耳袋 第5シリーズ 最終夜1」（2006年7月5日、BS-i）
- 「嫌われ松子の一生」（2006年10月12日 - 12月21日） - 松山昭三 役
- 「オルトロスの犬」第7話（2009年9月11日） - 金城 役

#### フジテレビ
- 「男の償い」（1972年6月19日 - 8月4日）
- 「悪の紋章」第2話・第5話（1979年1月27日・2月17日）
- 「大捜査線」第17話（1980年5月15日）
- 「女商一代 やらいでか!」（1981年1月5日 - 9月25日） - 番頭 役
- 「気になる天使たち」第7話（1981年5月25日） - 精治 役
- 「君は海を見たか」第8話（1982年12月3日）
- 「熱帯夜」最終話（1983年9月23日）
- 金曜ファミリーワイド → 男と女のミステリー → 金曜ドラマシアター 金曜エンタテイメント → 金曜プレステージ
  - 「松本清張の地の骨」（1984年3月9日）
  - 「冬の花 悠子」（1990年8月24日）
  - 「海辺の骨」（1990年11月2日）
  - 「金の戦争」（1991年4月5日）
  - 「キャスタースキャンダル 片岡弘子の選択」（1992年3月20日）
  - 「君たちがいて僕がいる」第2作（1992年12月4日）
  - 「鍵師」
    - 第1作「愛する人のために天才鍵師が立ち上がった!」（1993年3月12日） - 医師 役
    - 第2作「頑張れ謙さん特別企画 ターゲットは史上最強の中国金庫! 秘宝つぼめぐる磐梯山の決闘」（1994年8月26日） - テープカットの出席者 役

  - 「美味しんぼ」
    - 第1作「超豪華珍品グルメ フグ&タイ究極の味くらべ!!これがホンモノの料理だ!!」（1994年1月7日）
    - 第2作「超豪華珍品料理 卵&カキ&蒸し焼き究極の味くらべ 勝者はどっちだ?」（1995年1月20日）
    - 第3作「究極VS至高 生命の対決!」（1996年11月1日）

  - 「帰ってきたOL 三人旅」第3作（1994年10月14日）
  - 「課長島耕作」第3作（1994年10月28日）
  - 「お局探偵 亜木子&みどりの旅情事件帳」第2作（1998年7月31日） - 春日 役
  - 「果つる底なき －銀行の融資打ち切りが生んだ倒産の悲劇－ 銀行の影に潜む巨悪犯罪」（2000年2月11日）
  - 「1億2千万人のボーイフレンド 出会い系サイト殺人事件」（2001年12月21日） - 院長 役
  - 「十津川警部夫人の旅情殺人推理」第2作（2004年6月18日） - 田中 役
  - 「ペット探偵の事件簿」（2004年8月27日） - 岩田の兄 役
  - 「まだ見ぬ父へ、母へ・魂で歌う青い海〜全盲のテノール歌手・新垣勉の軌跡」（2007年12月21日） - バスの老人 役
  - 「山村美紗サスペンス 黒の滑走路」第1作（2012年1月13日） - 桐山清吉 役
  - 「検事・霞夕子」第2作（2011年9月2日） - 榎木公太郎 役
  - 「浅見光彦シリーズ」第49作（2014年1月17日） - 近田守右 役
- 「真夜中の匂い」第5話（1984年6月15日）
- 「親戚たち」最終話（1985年9月26日）
- 「ライスカレー」第9話（1986年5月29日）
- 「わたしの可愛いひと」（1986年7月3日 - 9月25日）
- 「な・ま・い・き盛り」第7話（1986年11月27日）
- 「北の国から'87初恋」（1987年3月27日） - 校長先生 役
- 「君の瞳をタイホする!」第8話（1988年2月22日）
- 花王名人劇場 → 花王ファミリースペシャル
  - 「裸の大将放浪記」第31作（1989年1月15日） - モリオカ 役
  - 「許せ妻たち」第2作（1990年5月6日） - 早川係長 役
- 「教師びんびん物語II」第1話（1989年4月3日）
- 「愛しあってるかい!」第1話（1989年10月16日）
- 「過ぎし日のセレナーデ」第2話（1989年10月26日）
- 「さよなら李香蘭」（1989年12月1日・12月2日）
- 「ハートにブルーのワクチン」（1989年12月16日）
- 西村京太郎サスペンス「午後九時の目撃者」（1990年5月28日）
- 世にも奇妙な物語
  - 「時のないホテル」（1990年7月26日）
  - 「復讐クラブ」（1991年1月3日）
  - 「瞳の中へ」（1991年1月10日）
  - 「ズンドコベロンチョ」（1991年4月18日） - 専務 役
  - 「百円の脳みそ」（1991年7月4日）
  - 「つまらない男」（1991年8月1日）
  - 「冗費節減」（1991年9月19日）
  - 「佐藤・求む」（1991年12月12日）
- 「キモチいい恋したい!」第8話（1990年8月20日） - 医者 役
- 「すてきな片想い」第1話・第4話・第9話・最終話（1990年10月15日・11月5日・12月10日・12月17日） - 営業所長 役
- 「101回目のプロポーズ」第2話（1991年7月8日）
- 「女の企業サスペンス・ホテルウーマン」第1話（1991年10月7日）
- 「忠臣蔵 風の巻・雲の巻」（1991年12月13日） - 貝賀弥左衛門 役
- 「あなただけ見えない」第10話（1992年3月16日）
- 「君のためにできること」第7話（1992年8月17日）
- 「仕掛人 藤枝梅安 対決」（1993年10月6日）
- 「正義は勝つ」第2話（1995年10月25日）
- 「バージンロード」最終話（1997年3月17日）
- 「彼女たちの結婚」（1997年1月9日 - 3月20日）
- 「シングルス」第4話（1997年11月4日）
- ショムニシリーズ  - 川崎専務 役
  - 「ショムニ 第1シリーズ」第1話・第3話 - 第5話・第6話・第8話 - 第10話・最終話（1998年4月15日・4月29日 - 5月13日・5月20日・6月3日 - 6月17日・7月1日）
  - 「ショムニスペシャル」第1作「社員旅行で結ばれたカップルは一年以内に結婚!? ショムニ最大の敵「満帆奥様会」登場で一生に一度の恋も前途多難…」（1998年10月7日）
  - 「ショムニスペシャル」第2作「2000年の幕開けにリストラ課長が誘拐!? 開運温泉旅行をかけ企業テロVS最低OL達の闘いが始まる… あのショムニが遂に復活!!」（2000年1月2日）
  - 「ショムニ 第2シリーズ」第1話 - 第3話・第5話・第6話・第8話 - 最終話（2000年4月12日 - 4月26日・5月10日・5月17日・5月31日・6月28日）
  - 「ショムニFINAL」第1話（2002年7月3日）
- 「GTO」第2話（1998年7月14日） - 冬月あずさの父（声） 役
- 「走れ公務員!」第3話（1998年10月27日）
- 「救命病棟24時 第1シリーズ」第7話（1999年2月16日） - 犬丸義一 役
- 「イマジン」第9話（2000年3月8日）
- 「女子アナ。」最終話（2001年3月20日）
- 「ロング・ラブレター〜漂流教室〜」第1話（2002年1月9日） - 校長 役
- 「天才柳沢教授の生活」第8話（2002年12月4日）
- 「FIRE BOYS 〜め組の大吾〜」第1話・第7話（2004年1月6日・2月17日） - 高校校長 役
- 「離婚弁護士」最終話（2004年6月24日）
- 「犯人デカ」第1話（2004年8月30日） - 金田勲 役
- 「恋におちたら〜僕の成功の秘密〜」第9話（2005年6月9日） - 権藤和典 役
- 「電車男」第1話（2005年7月7日） - 老紳士 役
- 「医龍-Team Medical Dragon-」第7話（2006年5月25日） - 沼田 役
- 「不信のとき〜ウーマン・ウォーズ〜」第1話（2006年7月06日） - 初老の男 役
- 「Dr.コトー診療所2006」第1話・最終話（2006年10月12日・12月21日）
- 「東京タワー 〜オカンとボクと、時々、オトン〜」第9話（2007年3月5日） - 平田医師 役
- 「長生き競争!」（2008年12月26日） - 綿谷義夫 役
- 「新春東京ツアー どえりゃあ婆ちゃん探偵団〜湯けむりパラダイスの怪事件〜」（2011年1月4日） - 古平八郎 役
- 「ガリレオ 第2シーズン」第9話（2013年6月10日）
- ほんとにあった怖い話「影の暗示」（2013年8月17日） - 畑中賢三 役
- 「家族の裏事情」第2話（2013年11月1日）
- 「独身貴族」第5話（2013年11月7日）

#### テレビ朝日
- 「特別機動捜査隊」
  - 第478話「謎の女」（1970年12月30日） - 小野田 役
  - 第518話「わが道を行く」（1971年10月6日） - 技術員 役
  - 第568話「灰色の虹」（1972年9月20日） - 英造 役
  - 第762話「若き十七才哀歌」（1976年6月23日） - 教頭 役
  - 第781話「純愛の女」（1976年11月10日） - 情夫 役
- 土曜ワイド劇場
  - 「松本清張の紐・恐怖の大回転遊覧車」（1979年11月24日）
  - 「幽霊シリーズ」第7作（1982年5月8日）
  - 「ビキニライン殺人事件」（1988年9月24日） - 解剖医 役
  - 「悪女の季節」（1990年12月15日）
  - 「大密室殺人事件」第1作（1991年1月26日） - 警視庁北練馬警察署署長 役
  - 「混浴露天風呂連続殺人」第10作（1991年7月20日） - 工藤 役
  - 「運命の銃口 東京〜金沢500キロ・愛と憎しみの旅路」（1992年11月21日）
  - 「十和田湖畔 偽りの花嫁」（1995年3月4日）
  - 「俺たちの世直し強盗」第2作（1997年1月4日） - 宗教法人「神の石の会」の会員 役
  - 「はみだし弁護士・巽志郎」第2作（1997年5月17日）
  - 「作家 小日向鋭介の推理日記」第2作（1999年2月13日） - しのぶのファン女性の夫 役
  - 「温泉医ぽっかや診療所事件カルテ」第1作（2001年1月20日） - 遠山 役
  - 「眼科医 小室瞳の推理カルテ」第2作（2002年6月22日）
  - 「温泉若おかみの殺人推理」第12作（2003年4月12日） - 高木一郎 役
  - 「第一級殺人弁護」第2作（2003年6月28日）
  - 「森村誠一の棟居刑事」第1作（2005年1月29日）
  - 「京都南署鑑識ファイル」第1作（2005年10月29日） - 梅本 役
- ザ・ハングマンシリーズ
  - 「ザ・ハングマン」第23話（1981年4月24日）
  - 「ザ・ハングマンII」
    - 第14話「ニトロ式コルセットで悪の減量を!」（1982年9月3日） - 権藤建設幹部 役
    - 第17話「クイズ!? 電気ショックの恐怖」（1982年9月24日）

  - 「新ハングマン」
    - 第1話「令嬢を情婦に堕した悪徳署長」（1983年7月29日）
    - 第8話「代議士の自殺を演出する兄弟秘書」（1983年9月16日） - 武田正人 役

  - 「ザ・ハングマンV」第9話（1986年4月4日）
- 「午後の旅立ち」第1話（1981年1月12日） - 医師 役
- 「特捜最前線」第307話（1983年4月6日）
- 「新・女捜査官」第11話（1983年6月24日）
- 「美貌なれ昭和」（1985年10月1日）
- 「半熟ウィドゥ! 未亡人は18才」（1987年10月6日）
- 「避暑地の猫」第2話（1988年9月8日）
- 火曜ミステリー劇場「伊豆天城越え殺人山脈」（1991年1月29日）
- 七人の女弁護士シリーズ
  - 「七人の女弁護士 第1シリーズ」第7話（1991年3月7日）
  - 「七人の女弁護士 第2シリーズ」第1話（1991年10月17日）
  - 「七人の女弁護士 第3シリーズ」第3話（1993年1月21日）
- はぐれ刑事純情派シリーズ
  - 「はぐれ刑事純情派 第4シリーズ」第4話（1991年4月24日） - 金融ローン社長 役
  - 「はぐれ刑事純情派 第5シリーズ」第9話（1992年6月3日） - 寺沢社長 役
- 「芸者小春の華麗な冒険」第10話（1991年6月13日）
- 「往診ドクター事件カルテ」第1話（1992年10月13日）
- 「味いちもんめ 1997年スペシャル」（1997年1月2日）
- 「はみだし刑事情熱系 PART2」第13話（1998年1月14日）
- 「ダムド・ファイル シーズンI」第6話（2003年8月15日） - 日下部達雄 役
- 「にんげんだもの〜相田みつを物語〜」（2004年12月11日） - 大野 役
- 「富豪刑事デラックス」第8話（2006年6月9日） - 今出川京一 役
- 「PS羅生門 警視庁東都署」（2006年7月5日 - 9月13日） - 不動産屋 役

#### テレビ東京
- 「隠密・奥の細道」第15話（1989年1月27日）
- 「大江戸捜査網」第7話（1991年11月22日）
- 女と愛とミステリー
  - 「文書鑑定人 白鳥あやめの事件ファイル ～三万分の一の告発」（2002年6月12日） - お見合い相手の父 役[18]
  - 「湯けむりサスペンス 伊豆・竜宮伝説殺人事件」（2003年3月12日） - 神主 役
  - 「信濃のコロンボ事件ファイル」第5作（2004年3月24日） - 骨董店主人 役
  - 「和久峻三サスペンス 滝警部補の事件日誌 飛騨高山 殺意の追憶」（2005年2月2日） - 沢村 役
- 「死化粧師 エンバーマー 間宮心十郎」（2007年10月5日 - 12月21日）

### イマジカBS
- 「Love... so do I. ミライヘノキセキ」第2話・最終話（2012年3月18日・3月25日）

### 配信ドラマ
- 「ユンゲル」 - メイド喫茶の客 役
- 「ラヴ・ノーツ 十二の果実。」（2010年、DOR@MO）

### 特撮
- 「秘密戦隊ゴレンジャー」第79話（1977年2月5日、テレビ朝日） - スポーツクラブ支配人 役
- 「超光戦士シャンゼリオン」第3話（1996年4月17日、テレビ東京） - 神父 役
- 「テツワン探偵ロボタック」第27話（1998年9月13日、テレビ朝日） - 楓の父 役

### その他
- 「心のメッセージ」（1987年5月15日 - 1992年10月9日、NHK教育テレビジョン） - 金子 役
- 「特報スクープ決定版! 安倍晋三が号泣した日」（2006年9月23日、テレビ朝日）
- 「さんすう刑事ゼロ」第6回（2013年6月24日、NHK Eテレ） - 梨農家 役
- 「さんすう犬ワン」第5話（2014年6月9日、NHK Eテレ） - 牧場主 役

### CM
- 日商ベックス

### その他
- ヤンさんと日本の人々（テレビ日本語講座・初級, 国際交流基金） - 加藤
- DETECTIVE THE INCOMPLETE WORKS #194（「加トちゃんケンちゃんごきげんテレビ」, TBS） - 理事長
- THE DETECTIVE STORY #297（「加トちゃんケンちゃんごきげんテレビ」, TBS） - 神父
- 世界で一番くだらない番組→北半球で一番くだらない番組（フジテレビ） - 狐窪鶏郎